# Mauzac-et-Grand-Castang
Mauzac-et-Grand-Castang is een gemeente in het Franse departement Dordogne (regio Nouvelle-Aquitaine) en telt 868 inwoners (1999). De gemeente is in 1973 ontstaan door de samenvoeging van Grand-Castang en Maurac en maakt deel uit van het arrondissement Bergerac.

## Geografie
De oppervlakte van Mauzac-et-Grand-Castang bedraagt 16,0 km², de bevolkingsdichtheid is 54,3 inwoners per km².

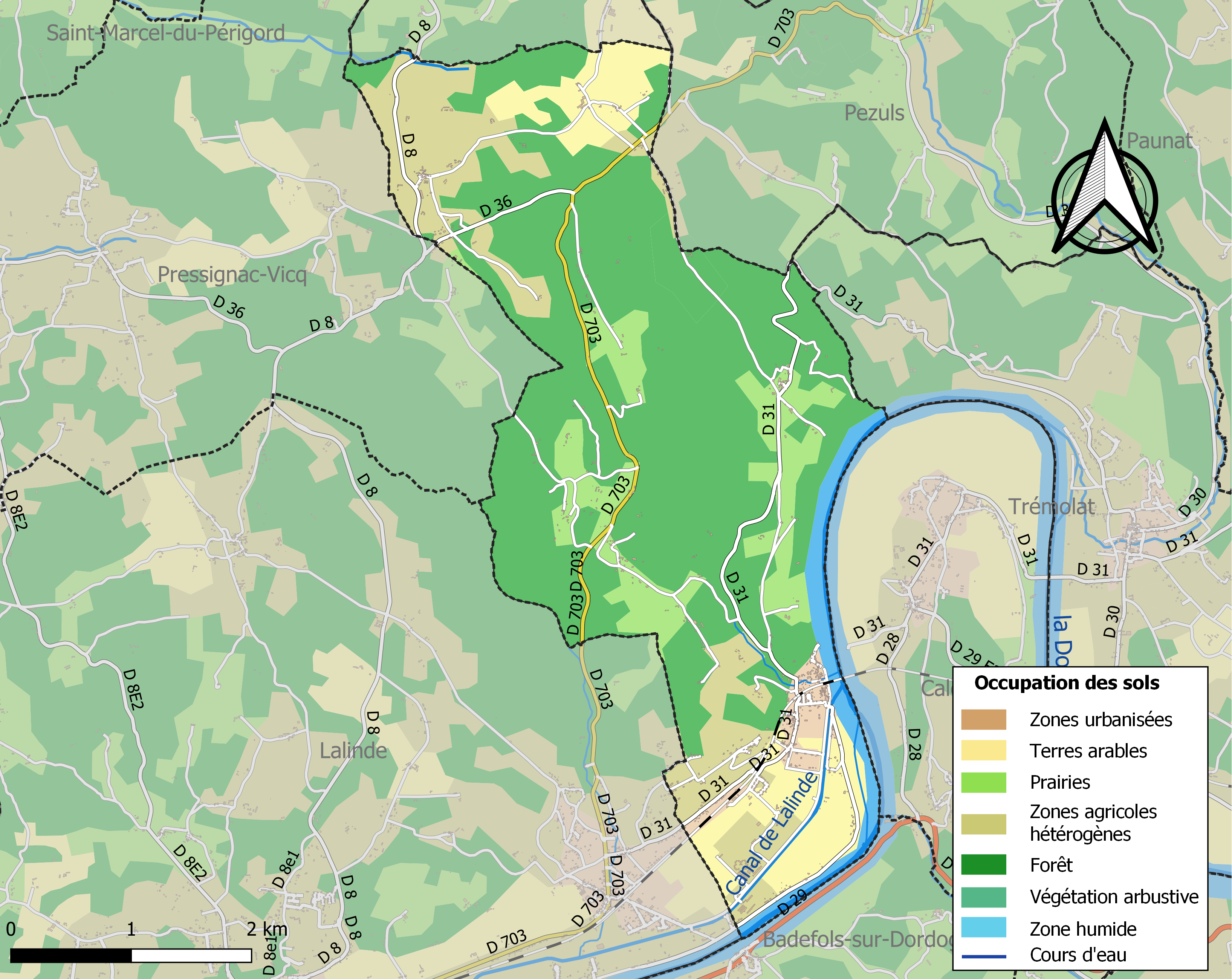
Kaart van de gemeente met de belangrijkste infrastructuur, bodemgebruik en omliggende gemeenten

## Verkeer
In de gemeente ligt de spoorweghalte Mauzac.

## Demografie
Onderstaande figuur toont het verloop van het inwonertal (bron: INSEE-tellingen).